# Adolphe Roussel
Pour les articles homonymes, voir Roussel.
Adolphe Roussel, de son nom complet Armand Adolphe Roussel, est un avocat, professeur de droit et publiciste né le 29 mai 1809 à Anvers et mort le 6 janvier 1875 à Bruxelles. Il se fait connaître notamment grâce à ses dissertations latines sur la propriété : De dominio extra societas vinculum et De origine dominii.
Adolphe a un impact sur la révolution belge de 1830 par le biais des différents journaux pour lesquels il travaille en tant que rédacteur. L’un de ces journaux est d’ailleurs qualifié de radical par le souverain des Pays-Bas de l’époque, à savoir Guillaume Ier.
À la fin de la révolution belge, Adolphe Roussel exerce en tant que professeur à l’Université d’État de Louvain ainsi que commissaire de l’arrondissement administratif de Louvain.

## Biographie

### Carrière politico-juridique
De 1830 à 1854, Adolphe Roussel exerce un certain nombre de métiers dans le domaine politico-juridique, dont celui de commissaire de l’arrondissement administratif de Louvain. Il est élu à la suite de la révolution belge, particulièrement en raison de son opposition face à Guillaume Ier. Sa fonction consiste à assister le Gouverneur de l’époque dans ses compétences, et de le remplacer en cas d’absence.
Roussel obtient son docteur en droit à l’Université d’État Louvain le 14 août 1835. Quelques années plus tard, le 12 février 1838, il est inscrit au tableau de l’Ordre des avocats à la cour d’appel. En tant que conseiller, il connaît spécialement des procès aux assises. Adolphe Roussel est membre de la Chambre des représentants de 1850 à 1854. Dans le cadre de son mandat, il est élu en 1853 à la majorité absolue (avec un total de 39 suffrages), en tant que membre de la commission des naturalisations. Comme son nom l’indique, la commission est compétente pour octroyer la nationalité belge aux citoyens qui n’en disposent pas.

### Carrière académique
De 1834 jusqu’à peu avant sa mort en 1874, Roussel exerce un éventail de métiers dans le domaine académique. Peu avant d’obtenir son docteur en droit en 1835 à l’Université d’État de Louvain, il y exerce en tant qu’avocat et professeur de 1831 à 1834. Ensuite, il enseigne à l’Université de Bruxelles, qui se fait rebaptiser Université libre de Bruxelles, en tant que professeur de droit criminel jusqu’en 1875, soit jusqu’à sa mort. Adolphe Roussel y a donc enseigné près de trente-sept ans.  
A côté de sa casquette d’enseignant, il revêt en même temps sa casquette de recteur et de doyen au sein de cette même université. Durant les années académiques 1863-1864 et 1873-1874, il est élu doyen de la faculté de droit de l’Université libre de Bruxelles. Roussel est également recteur durant trois années académiques : l’année 1845-1846, l’année 1863-1864 et l’année 1873-1874. De 1862 à 1863, il est par ailleurs recteur à l’Université de Louvain.
Au-delà de ces dix-huit années d’expérience en tant que professeur de droit à l’Université de Bruxelles, Adolphe Roussel est convié en 1848 à la Chambre des représentants afin de communiquer ses idées au sujet de la réforme à apporter dans la composition des jurys universitaires. Roussel fournit lors de cette rencontre ses observations, qui ont pour seul but la question de la formation de ce dit jury universitaire, et non celle de la portée réglementaire de l’action des jurys d’examen. Son travail se compose de deux points de vue dominants : le point de vue politique et le point de vue scientifique. 

## Engagements

### Politiques
Adolphe Roussel se fait notamment connaître à la suite de son implication dans la révolution belge de 1830. Avant l’indépendance de la Belgique le 4 octobre 1830, Guillaume Ier engage des poursuites contre la presse dans les premiers mois de 1830. Le roi des Pays-Bas de l’époque entend poursuivre les journaux qui le dénigrent, et pour ce faire, il adresse un courrier à ces sujets : « Emprisonnez cent écrivains, dit-il, détruisez vingt journaux, vous n’aurez rien fait, rien, absolument rien. Il s’en présentera d’autres. On imprimera, dut-on le pamphlet anonyme remplacer le pamphlet signé, dût la distribution sous manteau remplacer la distribution par la poste »,. À la suite des arrestations et des procès qui ont lieu à cette période, une vingtaine de journaux sont alors condamnés. Certains d’entre eux sont : le Journal d’Anvers, le Mercure d’Anvers ou encore le Journal de la Flandre orientale.
C’est à cette même période que le procès de Roussel a lieu, en mars 1830. Tel que mentionné supra, il étudie à l’Université d’État de Louvain, et en 1829, l’un de ses camarades présente sa thèse au ministre de l’Intérieur de l’époque, M. Van Gobbelschroy. Lors de la discussion publique, Adolphe Roussel pose une question au ministre, une question qui lui vaut son expulsion de l’université ainsi qu’une interdiction de se présenter dans quelconque université de l’État. C’est à ce moment-là qu’il fait ses premiers pas dans la politique. En effet, il exerce alors le métier de rédacteur dans le Messager de Louvain, un journal d’opposition. Dans le cadre de sa profession, il rédige un article qui suscite la colère du bourgmestre de l’époque. Ce dernier estime que des propos calomnieux sont écrits à son égard, et décide de poursuivre Roussel en justice. Adolphe est alors poursuivi devant la cour supérieure de Bruxelles, et lors de son procès, il se défend seul. Il est finalement condamné à quarante jours de prison.
Le procès de mars 1830 d’Adolphe Roussel n’est pas le seul évènement ayant contribué à le faire connaître dans la sphère politique. Rédacteur au sein du « Journal politique et d’annonces de Louvain », il y traite le roi Guillaume Ier.Il est également à l’origine de la garde bourgeoise de Louvain. Celle-ci est alors composée de révolutionnaires opposées à la domination hollandaise. Avec cette garde bourgeoise, il s’empare d’une caserne de Louvain, depuis laquelle il s’en va à Bruxelles avec une force de cinq-cents hommes, avec lesquelles il participe aux journées de septembre.

### Universitaires
Dès 1849, Adolphe Roussel est l’une des premières personnes à vouloir créer des doctorats spécialisés, mais le climat au sein des universités n’étant pas propice à cette innovation, elle est longtemps restée en suspens. En effet, l’enseignement universitaire est très générale et elle n’encourage pas les vocations et aptitudes particulières, or telle est la véritable vocation de l’université selon Roussel. Après de nombreuses luttes et discussions, à la fin des années 1880, le corps académique universitaire est arrivé à la conclusion suivante : il est nécessaire, pour une question de qualité d’enseignement, d’instaurer une certaine spécialisation au niveau des doctorats.
Dans l’un de ses ouvrages « l’Encyclopédie du droit », Adolphe Roussel aborde le droit dans ces différents contextes, plus particulièrement, dans les domaines philosophiques et historiques. Il aborde également le droit dans le cadre où il est considéré comme une science. Selon Adolphe Roussel, un des avantages de cet ouvrage est de « suppléer aux lacunes de l’enseignement et de communiquer des notions moins approfondies aux élèves ».

## Publications
- De origine dominii, dissertatio praemio ornata, Louvain, 1829.
- Encyclopédie du droit, 1843 et 1871.
- Observation sur les jurys d'examen et le projet de loi de 1849, Bruxelles, 1849.
- Premiers cahiers du cours de droit criminel, fait à Louvain de 1831 à 1834.
- Examen impartial du projet de loi sur l'enseignement moyen, Bruxelles, 1850.